# 池田純矢
池田 純矢（いけだ じゅんや、1992年〈平成4年〉10月27日 - ）は、日本の元俳優、声優、脚本家、演出家。大阪府出身。本名は下垣内 純（）。

## 略歴
2006年、第19回ジュノン・スーパーボーイ・コンテストにて準グランプリを、14歳で受賞。
2011年3月に芸名を池田純矢へ改名。同年6月、スーパー戦隊シリーズ『海賊戦隊ゴーカイジャー』第17話から伊狩鎧 / ゴーカイシルバー役で出演。
2013年にはテレビアニメ『銀河機攻隊 マジェスティックプリンス』でスルガ・アタル役を演じ、声優としての活動を開始。
2015年7月、朗読劇『エン＊ゲキ#01君との距離は100億光年』において初めて脚本・演出を手掛ける。また、関連グッズのデザインなども担当した。
2017年1月、『エン＊ゲキ#02 スター☆ピープルズ!!︎』が紀伊國屋ホールで上演。初めて本格的な演劇作品の脚本・演出を務めた。

### 不祥事
2023年10月26日、東京都内で特殊詐欺の受け子役として、警察官に扮しキャッシュカードを騙し取ったとして、詐欺の疑いで逮捕された。これを受け、所属事務所「株式会社バール」が池田との契約を同月27日をもって解除したと発表した。これにより、出演中であった『はめつのおうこく』からの降板が発表された。11月15日、特殊詐欺の被害に遭った男性の金融機関口座から現金を引き出したとして窃盗の疑いで再逮捕された。
2024年10月22日、事件後初めて自身のXを更新し、裁判で有罪判決を受けたことを報告し、池田には懲役3年の実刑判決が下された。

## 人物
スポーツ歴は新空手（7年）、ボクシング（3年）、XMA（エクストリーム・マーシャルアーツ）。特技は殺陣、アクロバット、アクション全般、武器全般、料理。資格は普通自動車免許、普通二輪免許、乗馬ライセンス（4級）、調理師免許。趣味は裁判傍聴、温泉、グルメ。

### 私生活
2018年7月18日、10歳になる娘がいる子持ちの一般人女性と2016年に結婚していたこと、ならびに2018年には第一子が誕生し、2児の父となったことを公表した。

### エピソード
スーパー戦隊シリーズを愛好しており、『海賊戦隊ゴーカイジャー』で演じた伊狩鎧もスーパー戦隊オタクという設定だったため、動きの端々に歴代戦隊の名乗りや技のポーズを取り入れるなどしていた。東映プロデューサーの宇都宮孝明は、メンバーの中で最も本人と役の設定が近く、はまり役だったと評している。自身の幼少期の夢は「キバレンジャーになりたい」であり、『ゴーカイジャー』第33話にて鎧 / シルバーがレンジャーキーを使用してキバレンジャーに変身したため、この夢が実現した。
『ゴーカイジャー』でゴーカイグリーンのスーツアクターを担当する竹内康博は池田の素面アクションを高く評価しつつ、勉強になると語っている。そのほか、監督の坂本浩一や『海賊戦隊ゴーカイジャーVS宇宙刑事ギャバン THE MOVIE』で共演した大葉健二らも池田のアクションを評価している。また、ゴーカイシルバーのスーツアクターを務めた佐藤太輔は、池田とは互いに演技をぶつけ合うという方向で役作りを行っていったが、放送終了後のインタビューでは「見事に完敗でした」と述べている。
池田が『ゴーカイジャー』にて初の収録となった劇場版『-空飛ぶ幽霊船』では鎧 / シルバーの出番が少なかったことに関して不満を述べていたが、『ゴーカイジャー』終了から1年後の2013年に上映された『仮面ライダー×スーパー戦隊×宇宙刑事 スーパーヒーロー大戦Z』では主役級のポジションを演じて出番が多く、インタビューで喜びを表している。

## 後任
池田の不祥事に伴う、持ち役を引き継いだ人物は以下の通り。
| 後任     | 役名             | 作品                       | 後任の初担当作品   |
| -------- | ---------------- | -------------------------- | ------------------ |
| 勝杏里   | オズ・ゴージャス | 『はめつのおうこく』       | 第8話              |
| 小林大紀 | 天満光           | 『あんさんぶるスターズ!!』 | 2023年12月15日更新 |

## 出演
※太字はメインキャラクター。

### テレビドラマ
- わたしたちの教科書（2007年4月12日 - 6月28日、フジテレビ） - 小林祐樹 役
- 花ざかりの君たちへ〜イケメン♂パラダイス〜（2007年7月3日 - 9月18日、フジテレビ） - 上新庄樹 役
  - 花ざかりの君たちへ〜イケメン♂パラダイス〜卒業式＆7と1/2話スペシャル（2008年10月12日）
- 斉藤さん（2008年1月9日 - 3月19日、日本テレビ） - 楢原俊男 役
- Cafe吉祥寺で（2008年9月29日 - 12月26日、テレビ東京） - 一ノ宮純 役
- OLにっぽん 第1話（2008年10月8日、日本テレビ）
- 14歳〜千原ジュニア たった1人の闘い（2009年3月12日、テレビ東京） - 大ちゃん 役
- ギネ 産婦人科の女たち 第1話（2009年10月14日、日本テレビ） - 香代の彼氏 役
- サイン 第一話・第三話（2011年1月20日・2月3日、MBS） - 主人公たちの同級生 役
- スーパー戦隊シリーズ（テレビ朝日） - 伊狩鎧 / ゴーカイシルバー 役
  - 海賊戦隊ゴーカイジャー 第17話 - 最終話（2011年6月12日 - 2012年2月19日）
  - 動物戦隊ジュウオウジャー 第28話・第29話（2016年9月4日・11日）[25]
- 牙狼<GARO> 〜闇を照らす者〜（2013年4月6日 - 9月21日、テレビ東京） - 蛇崩猛竜 / 炎刃騎士ゼン 役
- 青春探偵ハルヤ〜大人の悪を許さない!〜 第1話（2015年10月15日、読売テレビ・日本テレビ系） - 内藤章一 役
- 人形佐七捕物帳（2016年10月4日 - 2017年3月14日、BSジャパン） - うらなりの豆六 役[26]
- 今日から俺は!! 第5話（2018年11月11日、日本テレビ） - ゴロー 役[27]
- トレース〜科捜研の男〜 第1話（2019年1月7日、フジテレビ） - 飛田慎吾 役
- 刑事ゼロ 第1話（2019年1月10日、テレビ朝日） - 植田渉 役
- 時空探偵おゆう 大江戸科学捜査 第1話 - 第4話・第7話（2019年7月5日 - 26日・8月16日、カンテレ） - 藤吉 役[28]
- 大岡越前5 第4話（2020年1月31日、NHK BSプレミアム） - 亀蔵 役
- 腐男子バーテンダーの嗜み（2021年12月27日 - 28日、WAKUWAKUJAPAN（台湾） / 2022年5月30日、フジテレビ / 配信放送：フジテレビオンデマンド 、GYAO! ほか） - 脚本・監督

### 映画
- DIVE!!（2008年6月） - 坂井弘也 役
- ランディーズ（2009年11月） - マサミ 役
- ガクドリ（2011年4月）
- 忍たま乱太郎（2011年7月） - 潮江文次郎 役
- スーパー戦隊シリーズ - 伊狩鎧 / ゴーカイシルバー 役
  - 海賊戦隊ゴーカイジャー THE MOVIE 空飛ぶ幽霊船（2011年8月）
  - 海賊戦隊ゴーカイジャーVS宇宙刑事ギャバン THE MOVIE（2012年1月）
  - 仮面ライダー×スーパー戦隊 スーパーヒーロー大戦（2012年4月） - ゴーオンレッドの声も担当
  - 特命戦隊ゴーバスターズVS海賊戦隊ゴーカイジャー THE MOVIE（2013年1月）
  - 仮面ライダー×スーパー戦隊×宇宙刑事 スーパーヒーロー大戦Z（2013年4月） - 仮面ライダーメテオの声も担当
- 犬の首輪とコロッケと（2012年1月） -  タツヤ 役
- 恋する歯車（2013年2月） - 関口琢馬 役
- メサイア -漆黒ノ章-（2013年8月） - 桧賀山純也 役
- 新宿スワン（2015年5月） - 大野 役
- ライチ☆光クラブ（2016年2月） - ニコ 役[29]
- 人狼ゲーム ラヴァーズ（2017年1月） - 吉原虎之介 役[30]
- 牙狼〈GARO〉 神ノ牙-KAMINOKIBA-（2018年1月） - 蛇崩猛竜 / 炎刃騎士ゼン 役[31]
- 曇天に笑う（2018年3月） - 迅影 役[32]
- ビューティフルドリーマー（2020年11月） - イケダジュンヤ 役[33]
- ブレイブ -群青戦記-（2021年3月） - 木下藤吉郎 役[34]
- レジェンド&バタフライ（2023年1月） - 堀久太郎秀政 役

### 舞台
- abc★赤坂ボーイズキャバレーSpin Off 『ゲネプロ!』（2011年3月2日 - 6日、博品館劇場） - 桧垣忠隆 役
- ニコミュ 第4弾『ココロ』（2011年4月29日 - 5月8日、シアター1010） - 隊員甲 役
- 海賊戦隊ゴーカイジャーショー 第5弾『海賊集結！決めるぜファイナルウェーブ』素顔の戦士公演（2012年1月28日 - 3月11日、シアターGロッソ） - 伊狩鎧 / ゴーカイシルバー 役
- ミュージカル『薄桜鬼』 - 藤堂平助 役
  - 斎藤一篇（2012年4月27日 - 5月8日、サンシャイン劇場）[35]
  - 沖田総司篇（2013年3月14日 - 24日、サンシャイン劇場）[35]
  - 土方歳三篇（2013年10月2日 - 11日、日本青年館 大ホール）[35]
  - HAKU-MYU LIVE（2014年1月4日・5日、日本青年館大ホール）[35]
  - 風間千景篇（2014年5月16日 - 18日、新神戸オリエンタル劇場 / 5月23日 - 6月1日、シアター1010）[35]
  - 藤堂平助篇（2015年1月10日 - 12日、京都劇場 / 1月17日 - 25日、Zeppブルーシアター六本木） - 主演[35]
- 朗読劇『緋色の研究』（2012年10月14日、天王洲銀河劇場） - ジョン・H・ワトスン 役ほか
- 朗読劇『ベースボ―――ル ハムレット！』（2012年11月21日 - 25日、東京タワー タワーホールA1） - ロミオ 役（日替わり）
- 朗読劇『しっぽのなかまたち』（2012年12月18日 - 26日、全労済ホールスペース・ゼロ）
- メサイア・プロジェクト『メサイア -銅ノ章-』（2013年4月10日 - 14日、シアターサンモール） - 桧賀山純也 役
- 朗読劇『しっぽのなかまたち2』（2013年4月25日 - 5月5日、恵比寿 エコー劇場）
- 少年社中『ラジオスターの悲劇』（2013年5月12日、吉祥寺シアター） - 日替わり主演・ラジオスター 役
- なかやざき『フランダースの負け犬』（2014年7月10日 - 21日、シアターサンモール） - ヘンチュ 役
- BOYS★TALK 第2弾（2014年12月26日、新宿FACE） - 日替わりゲスト
- 少年社中『リチャード三世』（2015年3月14日 - 12日、あうるすぽっと） - 主演・リチャード三世 役
- エン＊ゲキ #01『君との距離は100億光年』（2015年7月24日 - 26日、赤坂レッドシアター） - 作・演出 / 主演
- 『ベイビーさん〜あるいは笑う曲馬団について〜』（2015年11月7日 - 14日、Zeppブルーシアター六本木） - 主演・内海少尉 役
- AGAPE store『七つの秘密』（2016年1月15日 - 24日、紀伊國屋ホール / 1月29日 - 31日、近鉄アート館） - 勅使河原 役
- bpm本公演『アヴェ・マリターレ!』（2016年3月17日 ‐ 21日、紀伊國屋サザンシアター） - 主演・阿部時男 役
- エン＊ゲキ #02『スターピープルズ!!︎』（2017年1月5日 ‐ 11日、紀伊國屋ホール） - 脚本・演出 / シャイン 役　[36]
- SHATNER of WONDER #5『破壊ランナー』（2017年4月21日 - 30日、Zeppブルーシアター六本木） - 主演・豹二郎ダイアモンド 役
- 朗読劇『陰陽師』藤、恋せば 篇（2017年7月16日、新宿FACE） - 日替わり主演・安倍晴明 役
- OFFICE SHIKA PRODUCE VOL.M『不届者』（2017年9月27日 - 10月1日、天王洲・銀河劇場 / 10月13日 - 15日、サンケイホール） - 秋広 / 紀州藩士1 / 徳川宗春 役
- ミュージカル『HEADS UP!』（2017年12月14日 - 17日、KAAT神奈川芸術劇場 / 2018年1月20日、オーバード・ホール / 1月26日・27日、サントミューゼ / 2月2日・4日、新歌舞伎座 / 2月15日・16日、刈谷市総合文化センター / 3月2日 - 12日、TBS赤坂ACTシアター） - 佐野慎也 役
- エン＊ゲキ #03『ザ・池田屋！』（2018年4月20日 - 30日、紀伊国屋ホール / 5月12日・13日、ABCホール） - 脚本・演出 / 高杉晋作 役
- 『オセロー』（2018年9月2日 - 26日、新橋演舞場） - ロダリーゴー 役
- 『LADY OUT LAW!』（2018年9月14日 - 24日、品川プリンスホテル クラブeX） - 脚本提供
- 『PSYCHO-PASS サイコパス Virtue and Vice』（2019年4月18日 - 30日、日本青年館 / 5月3日 - 6日、森ノ宮ピロティホール） - 大城奏人 役
- エン＊ゲキ #04『絶唱サロメ』（2019年10月5日 - 13日、紀伊國屋ホール / 10月26日・27日、サンケイホールブリーゼ） - 脚本・演出 / ガブリエル 役
- DISTANCE-TOUR- 朗読劇『Calling You』（2020年8月11日、本多劇場） - 脚本・演出・主演
- 『PSYCHO-PASS サイコパス Virtue and Vice 2』（2020年11月20日 - 29日、明治座 / 12月3日 - 6日、COOL JAPAN PARK OSAKA WWホール） - 脚本・演出補
- 少年社中リーディング上演 第五夜『リチャード三世』（2020年12月22日、Streaming+配信） - 主演・リチャード三世 役
- 演劇の毛利さん 音楽劇『星の飛行士』（2021年1月6日 - 17日、サンシャイン劇場 / 1月27日 - 31日、梅田芸術劇場） - 飛行士 役
- 演劇の毛利さん リーディングシアター『星の王子さま』（2021年1月30日、梅田芸術劇場） - 主演・飛行士 役 ほか
- エン＊ゲキ #05『-4D-imetor』（2021年8月5日 - 15日、紀伊国屋ホール / 8月28日・29日、COOL JAPAN PARK OSAKA TTホール） - 脚本・演出 / 主演・渡来暦 役
- 修羅雪姫 - 復活祭50th - 修羅雪と八人の悪党（2022年3月18日 - 27日、紀伊國屋ホール）[37] - 徳永乱水 役
- エン＊ゲキ #06 即興音楽舞踏劇『砂の城』（2022年10月15日 - 30日、紀伊國屋ホール / 11月3日 - 13日、ABCホール） - 脚本・演出 / ゲルギオス 役

### キャストライブ
- あんさんぶるスターズ！Starry Stage 2nd -in 日本武道館-（2019年1月13日 昼の部/夜の部、日本武道館）
- （中止）あんさんぶるスターズ！Starry Stage 3rd -5th Anniversary-（2020年4月25日・26日、メットライフドーム）
- あんさんぶるスターズ!! Starry Stage 4th -Starʼs Parade-（2021年7月17日・18日、ぴあアリーナMM）
- あんさんぶるスターズ!! Cast Live Starry Symphony -the first light-（2023年9月30日・10月1日、ぴあアリーナMM）

### CM
- 日本コカ・コーラ社「Fanta ファン太郎が行く〜廊下篇〜」（2009年）
- バンダイ「海賊戦隊ゴーカイジャーあいうえおっけーラムネ」（2011年）
- バンダイ「スーパー戦隊カラーチョコ」（2011年）
- 防衛省「自衛官募集「それぞれの選択-俺-」篇」（2016年）

### その他のテレビ番組
- NHK高校講座 家庭総合「家庭科シアター」（2008年4月 - 2011年3月、NHK教育）
- 痛快TV スカッとジャパン（2016年10月24日 - 2022年3月21日、フジテレビ） - 準レギュラー

### オリジナルビデオ
- 海賊戦隊ゴーカイジャー キンキンに!ド派手に行くぜ!36段ゴーカイチェンジ!!（2011年、講談社） - 伊狩鎧 / ゴーカイシルバー 役
- テン・ゴーカイジャー（2022年） - 伊狩鎧 / ゴーカイシルバー 役[38]

### 配信ドラマ
- ネット版 仮面ライダー×スーパー戦隊 スーパーヒーロー大変 〜犯人はダレだ?!〜（2012年） - ゴーカイシルバーの声、その他のキャラクターの声 役
- 紺田照の合法レシピ 第2話（2018年3月6日、Amazonプライム・ビデオ） - 李 役
- 名探偵は君だ〜怪奇都市伝説殺人事件（2021年3月31日 - 5月5日、ひかりTV・dTV「ひかりTVチャンネル＋」） - 神宮寺翼 役
- 彼女（2021年4月15日、Netflix）
- 取り立て屋ハニーズ Epi.11・Epi.12（2021年6月4日・11日、ひかりTV・dTV「ひかりTVチャンネル＋」） - エイジ（藤巻武志） 役
- ショート・プログラム「スプリングコール」（2022年3月1日、Amazon Prime Video）- 赤堀富夫 役[39][40]
- イヤードラマ『モンキーのバイク』（2022年4月15日、NUMA） - キングゴリ 役[41]
- ツーカイザー×ゴーカイジャー ～ジューンブライドはたぬき味～（2022年6月5日、東映特撮ファンクラブ） - 伊狩鎧 / ゴーカイシルバー 役[42]

### テレビアニメ
- 銀河機攻隊 マジェスティックプリンス（2013年4月 - 9月、スルガ・アタル）
- CHEATING CRAFT（2016年10月 - 12月、JUN、C型生徒）
- 恋は雨上がりのように（2018年1月 - 3月、吉澤タカシ[43]）
- あんさんぶるスターズ!（2019年7月 - 12月、天満光[44]）
- 賢者の弟子を名乗る賢者（2022年2月23日、カイロス・ベルラン）
- TRIGUN STAMPEDE（2023年、ミリオンズ・ナイヴズ[45]）
- はめつのおうこく（2023年、オズ・ゴージャス〈初代〉）

### 劇場アニメ
- 劇場版マジェスティックプリンス 覚醒の遺伝子（2016年11月、スルガ・アタル）
- デジモンアドベンチャー LAST EVOLUTION 絆（2020年2月、城戸丈[46]）

### OVA
- デジモンアドベンチャー tri.（2015年 - 2018年、城戸丈[47]）

### ゲーム
- スーパー戦隊シリーズ（ゴーカイシルバー）
  - スーパー戦隊バトル ダイスオーDX（2011年10月13日）
  - 海賊戦隊ゴーカイジャー あつめて変身!35戦隊!（2011年11月17日）
- あんさんぶるスターズ!（2015年4月28日 - 2020年3月、天満光[48]）
  - あんさんぶるスターズ!! Basic / Music（2020年3月15日 - 2023年[49]）[50]
- スーパーロボット大戦30（2021年10月28日 - 2022年4月20日、スルガ・アタル）

### 雑誌連載
- JUNON（毎月23日発売、主婦と生活社） - ジュノンスペシャルユニット「JB5」として活動、2007年12月20日をもって解散（卒業）
- ピチレモン（学研プラス）

### ネット連載
- 池田純矢のムビログ！（2017年9月19日 - 2018年、クランクイン！ビデオ）[51]

### インターネットラジオ
- S.S.D.S.〜愛の究極診断(エクストリーム・テラー)（2012年5月16日 - 2013年、ニコニコ生放送） - 修学院空（コードネーム：スカイ） 役
- GDF広報室提供「MJPザンネンラジオ」第1回 - 第7回・第10回・第11回（2013年4月11日 - 6月20日、音泉） - パーソナリティ[52]

### 玩具
- 海賊戦隊ゴーカイジャー モバイレーツ -MEMORIAL EDITION-（2021年12月）
- ゴーカイガレオンキー[注 1]（2022年3月9日）
- 海賊戦隊ゴーカイジャー ゴーカイセルラー -MEMORIAL EDITION-（2022年9月）

## ディスコグラフィ

### キャラクターソング
| 発売日   | タイトル                                                                       | 歌                                                                                     | 楽曲                                                    | 備考                                                                  |
| 2013年   | 2013年                                                                         | 2013年                                                                                 | 2013年                                                  | 2013年                                                                |
| -------- | ------------------------------------------------------------------------------ | -------------------------------------------------------------------------------------- | ------------------------------------------------------- | --------------------------------------------------------------------- |
| 8月21日  | アリガトウ。タダイマ。/僕たちは生きている                                      | ヒタチ・イズル（相葉裕樹）、アサギ・トシカズ（浅沼晋太郎）、スルガ・アタル（池田純矢） | 「僕たちは生きている」                                  | テレビアニメ『銀河機攻隊 マジェスティックプリンス』エンディングテーマ |
| 12月18日 | 銀河機攻隊マジェスティックプリンス キャラクターソング【GOLD】                  | スルガ・アタル（池田純矢）                                                             | 「Trigger」 「恋のスナイパー」 「僕たちは生きている」   | テレビアニメ『銀河機攻隊マジェスティックプリンス』関連曲              |
| 2016年   |                                                                                |                                                                                        |                                                         |                                                                       |
| 1月27日  | あんさんぶるスターズ！ ユニットソングCD Vol.7 Ra*bits                          | Ra*bits                                                                                | 「Joyful×Box*」 「野うさぎマーチ♪」                     | ゲーム『あんさんぶるスターズ！』関連曲                                |
| 11月23日 | あんさんぶるスターズ！ ユニットソングCD 2nd Vol.06 Ra*bits                     | Ra*bits                                                                                | 「Hoppin' Season♪」 「Love Ra*bits Party!!」            | ゲーム『あんさんぶるスターズ！』関連曲                                |
| 2017年   |                                                                                |                                                                                        |                                                         |                                                                       |
| 3月29日  | デジモンアドベンチャー tri. キャラクターソングアルバム「選ばれし子どもたち編」 | 城戸丈（池田純矢）                                                                     | 「I can't」                                             | OVA『デジモンアドベンチャー tri.』関連曲                              |
| 11月8日  | あんさんぶるスターズ！ ユニットソングCD 3rd Vol.07 Ra*bits                     | Ra*bits                                                                                | 「Milky Starry Charm」 「Dream Collection」             | ゲーム『あんさんぶるスターズ！』関連曲                                |
| 2018年   |                                                                                |                                                                                        |                                                         |                                                                       |
| 4月25日  | あんさんぶるスターズ！アルバムシリーズ Ra*bits                                 | Ra*bits                                                                                | 「メルティ♡キッチン」                                   | ゲーム『あんさんぶるスターズ！』関連曲                                |
| 4月25日  | あんさんぶるスターズ！アルバムシリーズ Ra*bits                                 | 天満光（池田純矢）                                                                     | 「スタート♪ダッシュダッシュ！」                         | ゲーム『あんさんぶるスターズ！』関連曲                                |
| 5月2日   | Butter-Fly〜tri.Version〜                                                      | 選ばれし子どもたち、デジモンシンカーズ、宮﨑歩、AiM with 和田光司                      | 「Butter-Fly〜tri.Version〜」                           | OVA『デジモンアドベンチャー tri.』エンディングテーマ                  |
| 10月24日 | あんさんぶるスターズ！アルバムシリーズ MaM                                     | MaM［三毛縞斑（鳥海浩輔）］ with team 牛若丸                                           | 「辻風に吹かれて」                                      | ゲーム『あんさんぶるスターズ！』関連曲                                |
| 2019年   |                                                                                |                                                                                        |                                                         |                                                                       |
| 8月14日  | Stars' Ensemble!                                                               | 夢ノ咲ドリームスターズ                                                                 | 「Stars' Ensemble!」                                    | テレビアニメ『あんさんぶるスターズ！』オープニングテーマ              |
| 9月25日  | あんさんぶるスターズ！ EDテーマ集 vol.2                                        | Ra*bits                                                                                | 「メイド・イン・トキメキ♪」                             | テレビアニメ『あんさんぶるスターズ！』エンディングテーマ              |
| 2020年   |                                                                                |                                                                                        |                                                         |                                                                       |
| 8月26日  | BRAND NEW STARS!!                                                              | ESオールスターズ                                                                       | 「BRAND NEW STARS!!」                                   | ゲーム『あんさんぶるスターズ!!』主題歌                                |
| 8月26日  | BRAND NEW STARS!!                                                              | ESオールスターズ                                                                       | 「Walk with your smile」                                | ゲーム『あんさんぶるスターズ!!』関連曲                                |
| 9月30日  | あんさんぶるスターズ!! ESアイドルソング season1 Ra*bits                        | Ra*bits                                                                                | 「Love it Love it」 「BRAND NEW STARS!!」               | ゲーム『あんさんぶるスターズ!!』関連曲                                |
| 2021年   |                                                                                |                                                                                        |                                                         |                                                                       |
| 1月27日  | あんさんぶるスターズ!! シャッフルユニットソングコレクション vol.01             | √AtoZ                                                                                  | 「デートプランA to Z」                                  | ゲーム『あんさんぶるスターズ!!』関連曲                                |
| 6月23日  | FUSIONIC STARS!!                                                               | ESオールスターズ                                                                       | 「FUSIONIC STARS!!」                                    | ゲーム『あんさんぶるスターズ!!』関連曲                                |
| 7月7日   | あんさんぶるスターズ!! ESアイドルソング season2 Ra*bits                        | Ra*bits                                                                                | 「FALLIN' LOVE=IT'S WONDERLAND」 「うさぎの森の音楽会」 | ゲーム『あんさんぶるスターズ!!』関連曲                                |
| 7月22日  | あんさんぶるスターズ!! FUSION UNIT SERIES 02 Ra*bits ✕ Double Face             | Ra*bits、Double Face                                                                   | 「ポケットに宇宙」                                      | ゲーム『あんさんぶるスターズ!!』関連曲                                |
| 7月22日  | あんさんぶるスターズ!! FUSION UNIT SERIES 02 Ra*bits ✕ Double Face             | Ra*bits                                                                                | 「FUSIONIC STARS!!」                                    | ゲーム『あんさんぶるスターズ!!』関連曲                                |